# Bouquet de fleurs dans un vase
Bouquet de fleurs dans un vase est un tableau réalisé par le peintre français Gustave Courbet en 1862. Cette huile sur toile est une nature morte qui représente un vase de fleurs. Propriété de Frédéric Mestreau jusqu'à sa mort en 1891, l'œuvre fait partie depuis 1985 des collections du J. Paul Getty Museum de Los Angeles, aux États-Unis.